# المنتصر بن خزرون
المنتصر بن خزرون، سادس أمراء طرابلس من بنو خزرون، أعاد طرابلس للفاطميين و حاول غزو الجزائر.

## السيرة
قضى المنتصر طفولته و شبابه في مصر في بلاط الخليفة الحاكم بأمر الله، و في ربيع الأول 430هـ / ديسمبر 1038 عاد المنتصر من مصر و جمع دعم قبيلة زناتة ثم هاجم طرابلس، ففر خزرون بن خليفة و دخل المنتصر أميراً على طرابلس، فكان أول ما فعله أن نكل بابن المنمر و نفاه من البلاد و استباح أملاكه و عذّب الكثير من أقاربه، فلجئ الفقيه إلى بلدة غنيمة إحدى قرى مسلاتة، و رجح الطاهر الزاوي أن ذلك سببه ولاء خزرون بن سعيد و أبنائه للفاطميين الشيعة على عكس ورو بن سعيد و آله الذي كانوا مالكيين.
و امتلك المنتصر علاقة طيبة بالمعز بن باديس و كان تابعا له، فقد وهبه المعز 100،000 دينار و ما حصل أن: «كما وهب مرّةً مائة ألف دينار للمنتصر بن خزرون الزناتي، و كان عنده، و قد جائه هذا المال فاستكثره، فأمر به فأُفْرِغَ بين يديه ثمّ وهبه له. فقيل له: لِمَ أمرت بإخراجه من أوعيته ؟ قال: لئلّا يقال لو رآه ما سمحت نفسه به». و يبدوا أن هذه الحادثة حصلت قبيل معركة حيدران، و قد كان المنتصر و رجاله المغراويين متواجدين في إفريقية خلال الغزو الهلالي، و قد قدم بنو خزرون دعم بألف جندي زناتي للدولة الزيرية، إلا أن المنتصر و جنوده انسحبوا عند اللقاء و خذلوا المعز، و فسر الهادي روجر ذلك بأنهم فروا في يوم المعركة بعد الهزيمة الشنعاء.
و رغم الغزو الهلالي و وضع طرابلس في قسمة بنو زغبة إلا أن المنتصر استمر أميرا عليها، و قد جمع المنتصر بعد ذلك قبيلة بنو عدي الهلاليين و جندهم لغزو البلاد و هاجم الدولة الحمادية. ثم استقر المنتصر في المسيلة و تمكن بنو عدي و مغراوة من غزو آشير، لكن المنتصر هرب بعد أن جائه الناصر لمواجهته، ثم عاد لاستكمال أعمال النهب، فعرض عليه الناصر الصلح و استماله بتوليته طبنة و ريغة (بين الزاب وورقلة)، فوافق المنتصر و في طريقه مر من بسكرة فاستقبله واليها عروس بن سندي و آواه و أحسن له، ثم غدر به وقطع رأسه بأوامر الناصر، و أُرست رأسه لبجاية و عُرضت هناك و صُلبت جثته، وبهذا قُتل المنتصر سنة 460هـ / 1067.

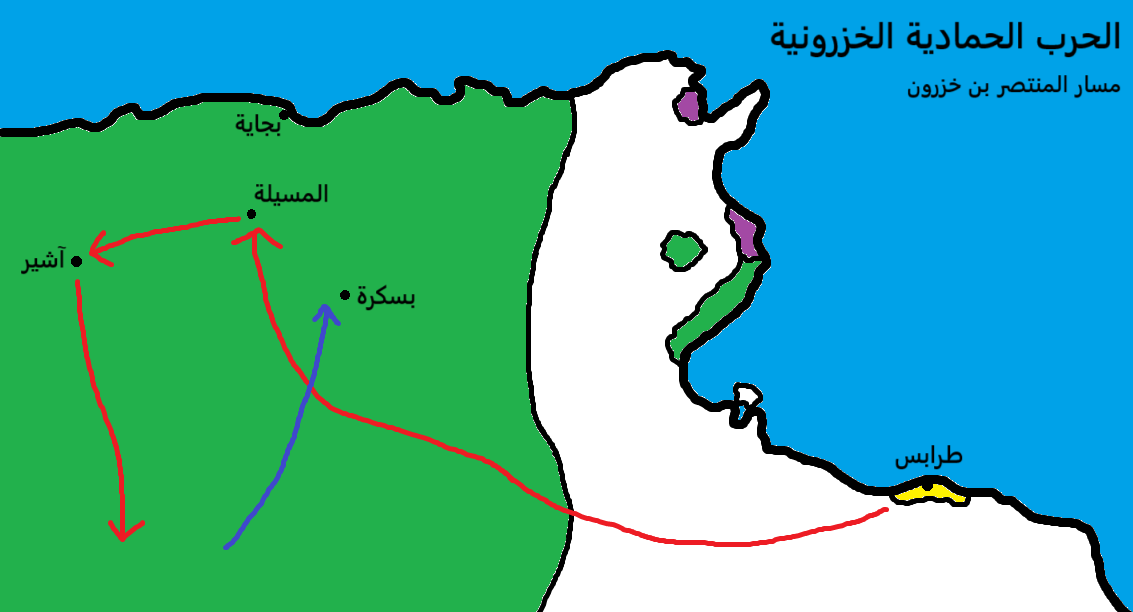
حملة المنتصر بن خزرون

و قد بنى المنتصر مدينة جنوب بسكرة اسمها وُرغلّان، لكن المنصور بن الناصر خرّبها.